# Astragalus schemachensis
Astragalus schemachensis là một loài thực vật có hoa trong họ Đậu. Loài này được Karjagin miêu tả khoa học đầu tiên.